# أوكوود (محطة مترو أنفاق لندن)
أوكوود (بالإنجليزية: Oakwood)‏ هي إحدى محطات مترو أنفاق لندن. تقع على خط بيكاديلي أفتتحت في المنطقة (Zone) رقم 5 أفتتحت في 13 مارس 1933. 